# ジェイソン・トンプソン (1971年生の内野手)
ジェイソン・マイケル・トンプソン、（Jason Michael Thompson、1971年6月13日 - ）は、アメリカ合衆国・フロリダ州オーランド出身の元プロ野球選手（内野手、外野手）。

## 来歴・人物
1993年のドラフト会議にてサンディエゴ・パドレスの指名を受ける（9順目）。
1996年にメジャー昇格するも翌1997年伊良部秀輝とのトレードによりシェーン・デニスとともに千葉ロッテマリーンズへ移籍する（のちに伊良部はニューヨーク・ヤンキースへ移籍）。
1997年にはチームトップタイの14本塁打を放つも、翌1998年はフリオ・フランコの加入とシーズン開幕2週間前に投手のスコット・デービソンを獲得したのに伴い、外国人選手枠の都合で解雇される。
その後、独立リーグで4年間プレーし、2002年を最後に引退した。

## 詳細情報

### 年度別打撃成績
| 年 度    | 球 団    | 試 合 | 打 席 | 打 数 | 得 点 | 安 打 | 二 塁 打 | 三 塁 打 | 本 塁 打 | 塁 打 | 打 点 | 盗 塁 | 盗 塁 死 | 犠 打 | 犠 飛 | 四 球 | 敬 遠 | 死 球 | 三 振 | 併 殺 打 | 打 率 | 出 塁 率 | 長 打 率 | O P S |
| -------- | -------- | ----- | ----- | ----- | ----- | ----- | -------- | -------- | -------- | ----- | ----- | ----- | -------- | ----- | ----- | ----- | ----- | ----- | ----- | -------- | ----- | -------- | -------- | ----- |
| 1996     | SD       | 13    | 51    | 49    | 4     | 11    | 4        | 0        | 2        | 21    | 6     | 0     | 0        | 0     | 1     | 1     | 0     | 0     | 14    | 0        | .224  | .235     | .429     | .664  |
| 1997     | ロッテ   | 127   | 475   | 438   | 42    | 108   | 23       | 2        | 14       | 177   | 62    | 2     | 1        | 1     | 9     | 25    | 1     | 2     | 114   | 9        | .247  | .285     | .404     | .689  |
| MLB：1年 | MLB：1年 | 13    | 51    | 49    | 4     | 11    | 4        | 0        | 2        | 21    | 6     | 0     | 0        | 0     | 1     | 1     | 0     | 0     | 14    | 0        | .224  | .235     | .429     | .664  |
| NPB：1年 | NPB：1年 | 127   | 475   | 438   | 42    | 108   | 23       | 2        | 14       | 177   | 62    | 2     | 1        | 1     | 9     | 25    | 1     | 2     | 114   | 9        | .247  | .285     | .404     | .689  |

### 背番号
NPB
- 初出場・初先発出場：1997年4月5日、対日本ハムファイターズ1回戦（東京ドーム）、6番・一塁手として先発出場
- 初安打：1997年4月9日、対大阪近鉄バファローズ2回戦（大阪ドーム）
- 初打点：1997年4月13日、対西武ライオンズ3回戦（千葉マリンスタジアム）
- 初本塁打：1997年4月29日、対日本ハムファイターズ3回戦（千葉マリンスタジアム）、3回裏に岩本勉からソロ

- 35 （1996年）
- 22 （1997年 - 1998年途中）